# Lékařský obor
Lékařský obor nebo lékařská odbornost je zaměření lékařské praxe na definovanou skupinu pacientů, nemocí, dovedností nebo filozofii (přístup k léčbě). Jako příklad je možno uvést děti (pediatrie), rakovinu (onkologie), laboratorní medicínu (patologie) nebo primární péči (rodinné lékařství). Po absolvování lékařské fakulty si lékaři obvykle prohlubují své lékařské vzdělání v určitém oboru medicíny absolvováním víceletého pobytu, aby se po složení atestace stali specialistou, odborným lékařem.
Blízkým pojmem je lékařova specializace – zaměření konkrétního lékaře na určitou činnost v rámci jeho oboru, například gerontopsychiatrii, většinou na úkor jiných možností. Všechny tyto pojmy se v běžné mluvě používají zaměnitelně.

## Třídění lékařských oborů
Lékařské obory lze klasifikovat podle několika hledisek:
- Chirurgické obory nebo interní lékařství
- Věkové rozmezí pacientů (pediatrie, geriatrie)
- Diagnostické nebo terapeutické obory
- Orgánové nebo technicky zaměřené

V průběhu historie bylo nejdůležitější rozdělení na chirurgické a interní obory. Chirurgické obory jsou ty, ve kterých je důležité části diagnostiky a léčby dosaženo pomocí hlavních chirurgických technik. Vnitřní lékařství jsou obory, ve kterých není hlavní diagnózou a léčbou nikdy velký chirurgický zákrok. V některých zemích je anesteziologie klasifikována jako chirurgická disciplína, protože je životně důležitá v chirurgickém procesu, ačkoli anesteziologové sami nikdy neprovádějí velké operace.
Pediatři řeší u dětí většinu zdravotních potíží a nemocí, které nevyžadují chirurgický zákrok, a existuje zde (formálně nebo neformálně) několik podoborů, které napodobují orgánové specializace u dospělých. Dětská chirurgie může nebo nemusí být samostatnou specializací.
Mnoho specializací je nazváno podle lidských orgánů, protože mnoho symptomů a nemocí pochází z určitého orgánu. Jiné jsou založeny hlavně na souboru technik, jako je radiologie, která byla původně založena na rentgenovém záření.
Další dělení je na obory diagnostické a terapeutické. Někteří specialisté provádějí převážně nebo pouze diagnostická vyšetření, jako je patologie, klinická neurofyziologie a radiologie. Toto dělení se poněkud rozmazává například v intervenční radiologií, který využívá obrazovou expertizu k provádění minimálně invazivních zákroků.

## Seznam oborů v EU
Evropská unie zveřejňuje seznam specializací uznávaných v Evropské unii a potažmo v Evropském hospodářském prostoru.
Mezi některými specializacemi dochází k podstatnému překrývání a je pravděpodobné, že například „klinická radiologie“ a „radiologie“ odkazují do značné míry na stejný model praxe v celé Evropě.
- Úrazová a urgentní medicína
- Alergologie
- Anestetika
- Kardiologie
- Dětská psychiatrie
- Klinická biologie
- Klinická chemie
- Klinická mikrobiologie
- Klinická neurofyziologie
- Kraniofaciální chirurgie
- Dermatologie
- Endokrinologie
- Rodinné a všeobecné lékařství
- Gastroenterologická chirurgie
- Gastroenterologie
- Všeobecné lékařství
- Všeobecná chirurgie
- Geriatrie
- Hematologie
- Imunologie
- Infekční onemocnění
- Vnitřní lékařství
- Laboratorní lékařství
- Nefrologie
- Neuropsychiatrie
- Neurologie
- Neurochirurgie
- Nukleární medicína
- Porodnictví a gynekologie
- Pracovní lékařství
- Onkologie
- Oftalmologie
- Ústní a čelistní chirurgie
- Ortopedie
- Otorinopedie
- Patologie
- Farmakologie
- Fyzikální lékařství a rehabilitace
- Plastická chirurgie
- Pediatrická chirurgie
- Preventivní lékařství
- Psychiatrie
- Veřejné zdraví
- Radiační onkologie
- Radiologie
- Respirační lékařství
- Revmatologie
- Stomatologie
- Hrudní chirurgie
- Tropická medicína
- Urologie
- Cévní chirurgie
- Venerologie

## Specializace předepisujícího lékaře
Specializace předepisujícího lékaře vyjadřuje informaci o nutné specializaci lékaře nebo o specializaci pracoviště, kde může být léčivý přípravek předepisován tak, aby byl hrazen ze zdravotního pojištění. Autoritativní seznam nutnách specializací publikuje v ČR Státní ústav pro kontrolu léčiv.